# Estadio Agustín Tovar
Estadio Agustín Tovar ist ein Fußballstadion in Barinas, Venezuela. Es wird größtenteils für Heimspiele des Vereins Zamora FC genutzt, jedoch fanden auch einige Spiele der Copa América 2007 dort statt. Aufgrund dieses Wettbewerbes wurde die Kapazität im Jahr 2007 von 12.000 auf 30.000 erhöht.